# 박종원 (1978년)
박종원(朴鍾元, 1978년 5월 7일 ~ )은 대한민국의 정치인이다. 그는 현재 제21대 국회의원 선거에 출마했다.

## 학력
- 서울 휘경초등학교 졸업
- 서울 휘경중학교 졸업
- 서울 대광고등학교 졸업
- 서울 한국외국어대학교 법과대학 법학과(학사)
- 국방대학교 국방관리대학원 안보정책학(석사)

## 경력
- LG화재(KB손해보험) 자동차대인보상
- 해송공인노무사 홍보정책
- 한중인터내셔날 대표
- 케이피에코텍(주) CEO

## 리더십
- 한국외국어대학교 법과대학 학생회장
- 로스쿨 관련 전국 법과대학 학생회장단 대표
- 한국외국어대학교 서울캠퍼스 제39대 총학생회장
- 삼송스타클래스아파트 입주예정자협의회장
- 삼송스타클래스아파트 입주자대표회장(1~2기)
- 삼송지구 공동주택 입주자대표연합회장(2기)

## 봉사
- 참빛야학 교사
- 큰빛희망학교(야학) 교장
- 대한적십자사 고양삼송봉사회원
- 고양시 삼송동 주민자치위원
- 고양시 자치공동체지원센터 운영위원
- 고양문화교류협회 이사

## 정치 경력
- 제17대 대통령선거 중앙선대위 국민자원본부장
- 제18대 대통령선거 조직본부 보건의료본부
- 제19대 국회 정책보좌관
- 제20대 국회 보좌관
- 제21대 국회의원 선거 출마(경기 고양시을)

## 저서
- 신규분양 입주가이드 '우연한 행복으로 인연만들기'(2015)

## 수상
- 한국외국어대학교 표창(2006)
- 국회사무총장 표창(2015)